# Pierre Béguin
Pierre Béguin (* 19. November 1903 in La Chaux-de-Fonds; † 23. Januar 1978 in Lausanne) war ein Schweizer Journalist.
Béguin war Chefredaktor der Gazette de Lausanne und von 1959 bis 1966 deren Direktor. Er «gehörte zu den besten Leitartiklern der Westschweiz und engagierte sich stark für die Pressefreiheit». 1950 veröffentlichte er eine Geschichte der Schweiz im Zweiten Weltkrieg mit dem Titel Le Balcon sur l’Europe. Er war Gesprächsleiter in der TSR-Sendung Table ouverte. Von 1963 bis 1977 war er Mitglied des Verwaltungsrates der Schweizerischen Depeschenagentur (ab 1968 Vizepräsident und Mitglied des Ausschusses, ab 1970 Präsident).

## Veröffentlichungen
- Reinhard Straumann (1892–1967). Zum Gedenken. In: Schweizerische Uhrmacher-Zeitung. Heft 10, 1969, S. 50–55.